# مانويل رومان
مانويل رومان (بالإسبانية: Manuel Roman)‏ (10 يناير 1988 - ) هو ملاكم مكسيكي.

## إحصائيات
خاض خلال مسيرته 28 نزالا، فاز في 20 وتعادل في 3 وخسر في 4. فاز بالضربة القاضية في 6 نزالات.

## روابط خارجية
- مانويل رومان على موقع بوكس ريك (الإنجليزية) (registration required)